# Drobnozębnik
Drobnozębnik (Macruromys) – rodzaj ssaków z podrodziny myszy (Murinae) w obrębie rodziny myszowatych (Muridae).

## Rozmieszczenie geograficzne
Rodzaj obejmuje gatunki występujące endemicznie na Nowej Gwinei.

## Morfologia
Długość ciała (bez ogona) 153–263 mm, długość ogona 206–340 mm, długość ucha 13–21 mm, długość tylnej stopy 36–60 mm; masa ciała jednej samicy 350 g.

## Systematyka
Rodzaj zdefiniował w 1933 roku niemiecki zoolog Georg Hermann Wilhelm Stein w artykule zatytułowanym Dalsze informacje na temat systematyki ssaków papuaskich, opublikowanym w czasopiśmie „Zeitschrift für Säugetierkunde”. Gatunkiem typowym jest (oryginalne oznaczenie) drobnozębnik mniejszy (M. elegans).

### Etymologia
Macruromys: gr. μακρος makros ‘długi’; -ουρος -ouros ‘-ogonowy’, od ουρα oura ‘ogon’; μυς mus, μυος muos ‘mysz’.

### Podział systematyczny
Do rodzaju należą następujące gatunki:
| Grafika | Gatunek            | Autor i rok opisu | Nazwa zwyczajowa      | Podgatunki         | Rozmieszczenie geograficzne | Podstawowe wymiary                            | Status IUCN |
| ------- | ------------------ | ----------------- | --------------------- | ------------------ | --- | --------------------------------------------- | ----------- |
|         | Macruromys major   | Rümmler, 1935     | drobnozębnik większy  | gatunek monotypowy | Indonezja i Papua-Nowa Gwinea: wyżyny Nowej Gwinei (od Gór Śnieżnych na wschód do góry Simpson, półwysep Huon)); zakres wysokości: 660–1900 m n.p.m. | DC: 22–26 cm DO: 31–34 cm MC: około 350 g     | LC          |
|         | Macruromys elegans | Stein, 1933       | drobnozębnik mniejszy | gatunek monotypowy | endemit Indonezji (Nowa Gwinea (znany z góry Kunupi; prawdopodobnie ograniczony do pasma górskiego Weyland)); zakres wysokości: 1400–1800 m n.p.m.   | DC: 15,3–15,8 cm DO: 21–22 cm MC: brak danych | DD          |

Kategorie IUCN:  LC  – gatunek najmniejszej troski,  DD  – gatunki o nieokreślonym stopniu zagrożenia.